# Gostinari
Gostinari – wieś w Rumunii, w okręgu Giurgiu, w gminie Gostinari. W 2011 roku liczyła 2068 mieszkańców.